# HN Librae
HN Librae, även känd som Gliese 555, är en ensam stjärna belägen i den mellersta delen av stjärnbilden Vågen. Den har en skenbar magnitud av ca 11,32 och kräver ett teleskop för att kunna observeras. Baserat på parallax enligt Gaia Data Release 3 på ca 159,92 mas beräknas den befinna sig på ett avstånd av ca 20,4 ljusår (ca 6,3 parsec) från solen. Den rör sig närmare solen med en heliocentrisk radialhastighet av ca -1,4 km/s. Stjärnan verkar inte tillhöra någon känd stjärnrörelsegrupp eller förening.

## Egenskaper

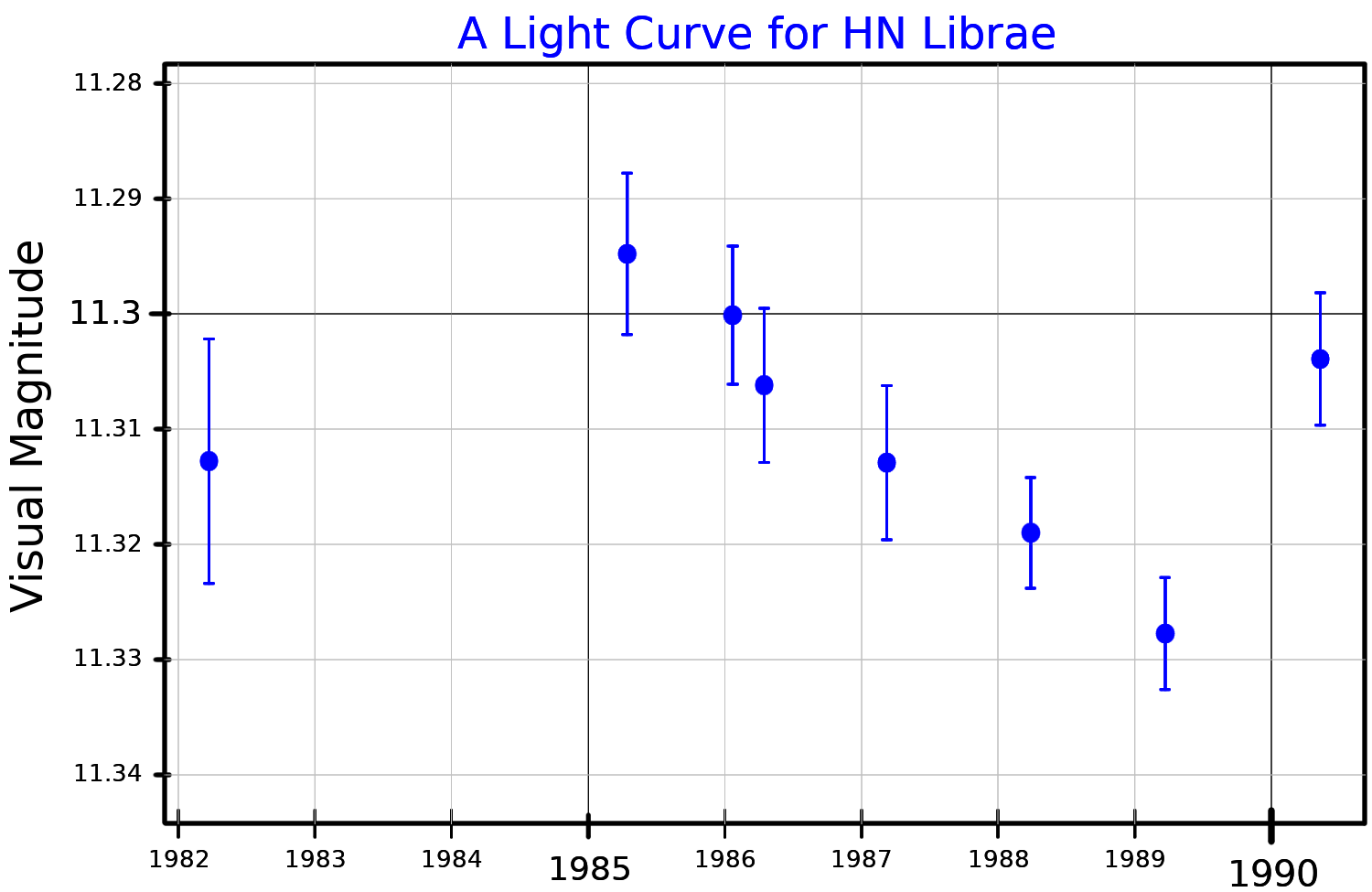
Ljuskurva i synliga bandet för HN Librae, anpassad från Weis(1994)

HN Librae är en röd dvärgstjärna i huvudserien av  spektralklass M4.0 V. Stjärnans kromosfär är svagt aktiv, vilket orsakar stjärnfläckar som varierar stjärnans ljusstyrka när den roterar. Den har en massa av ca 0,29 solmassa, en radie av ca 0,30 solradie och utsänder energi från dess fotosfär motsvarande ca 0,01 gånger solen vid en effektiv temperatur av ca 3 350 K. Stjärnan roterar långsamt med en rotationsperiod på cirka 96 dygn.

## Planetsystem
Under 2019 rapporterades en planetkandidat bland totalt 118 planeter kring dvärgstjärnor av spektralklass M. Den angavs ha en minsta massa ungefär 30 gånger jordens och ett kretslopp med en period på cirka 450 dygn
Senare observationer av radiell hastighet från CARMENES-undersökningen som publicerades 2023 bekräftade dock inte en planet med denna omloppsperiod, utan fann istället en annan planet. Denna är en superjord eller mini-Neptunus (upptäcktsrapporten använder termen "sub-Neptunus") med en minimimassa på 5,5 jordmassor och en period på 36 dygn, vilket placerar den inom den beboeliga zonen. En andra planetkandidat hittades också, med en minsta massa på 9,7 jordmassor och en period på 113 dygn, men denna signal kunde inte bekräftas ha ett planetariskt ursprung på grund av dess likhet med stjärnans rotationsperiod.
| Planet         | Massa           | Halv storaxel (AE)    | Siderisk omloppstid (d) | Excentricitet      | Inklination | Radie |
| -------------- | --------------- | --------------------- | ----------------------- | ------------------ | ----------- | ----- |
| b              | ≥5,46 ± 0,75 M🜨 | 0,1417 ± 0,0023       | 36,116 +0,027−0,029     | 0,079 +0,090−0,055 | -           | -     |
| c (obekräftad) | ≥9,7 ± 1,9 M🜨   | 0,3040 +0,0048−0,0051 | 113,46 +0,19−0,20       | -                  | -           | -     |